# Edicions 62

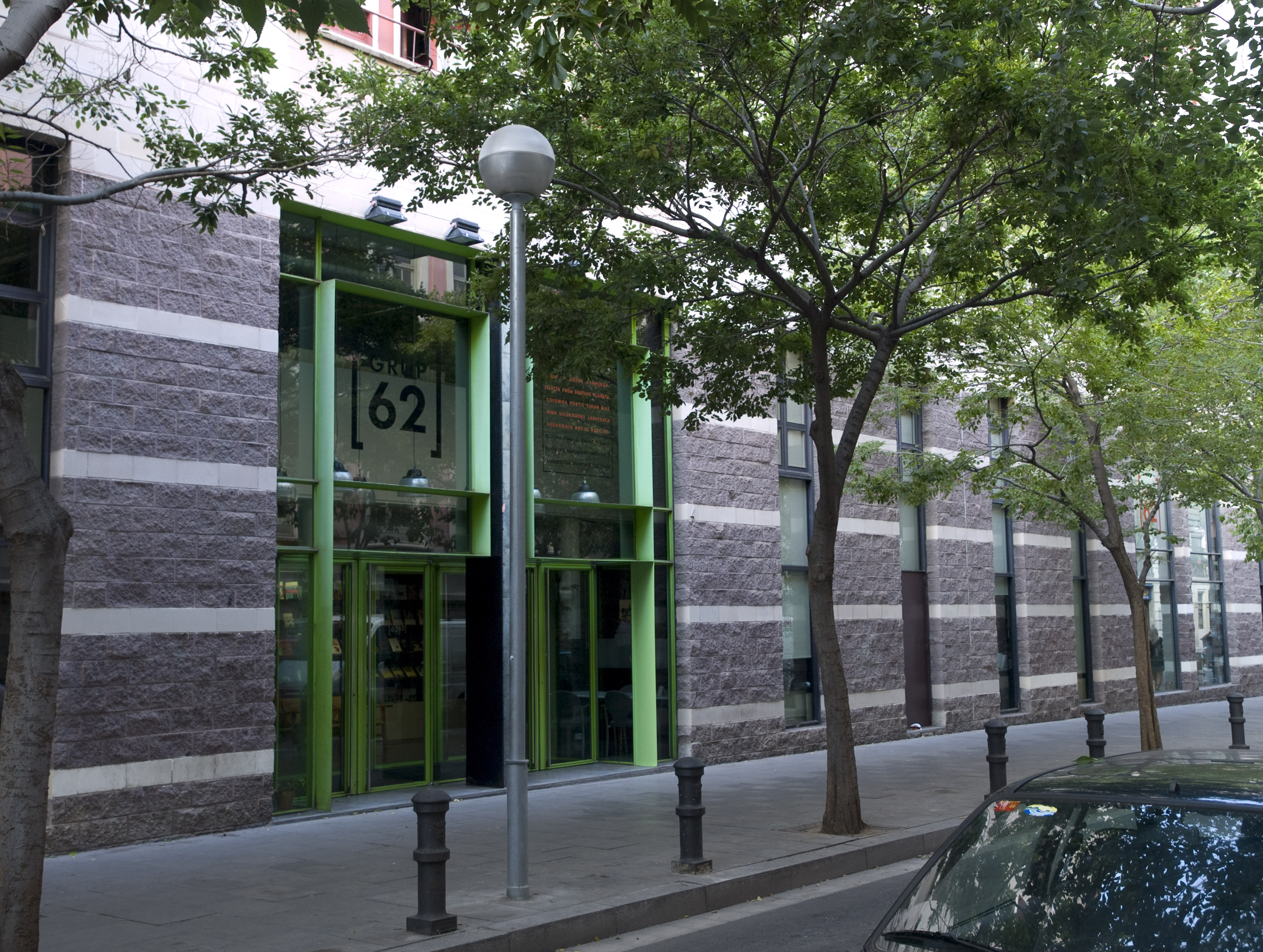
Fachada de la Sede de ediciones 62 a la calle Pie de la Cruz de Barcelona.

Edicions 62 es una editorial española nacida en 1961 en Barcelona, bajo la dirección de Max Cahner y Ramon Bastardes.

## Historia
Edicions 62 nació el año que le da nombre. Exactamente, por Sant Jordi del 1962, cuando apareció el primer libro de la nueva empresa: Nosotros, los valencianos de Joan Fuster. Con motivo del quincuagésimo aniversario, se anunció que el libro más vendido por la editorial, hasta el momento, era Mecanoscrito del segundo origen, de Manuel de Pedrolo, con 1.376.016 ejemplares.
Ramon Bastardes y Max Cahner fundaron la editorial, que inicialmente se centraba en el ensayo y libros de cultura popular catalana. Ediciones 62 tuvo su primera sede a la Gran Vía de las Cortes Catalanas, de Barcelona. En muy poco tiempo, la editorial llegó a ser una editorial generalista, universal y moderna. En este sentido, fue decisiva la tarea de quien ha sido director literario durante cerca de 40 años, José María Castellet. A lo largo de su trayectoria Edicions 62 ha constituido un catálogo de más de 4000 títulos, que se caracteriza por la diversidad y la riqueza.
Ediciones 62 ha sido pionera en Cataluña en la incorporación de escritores contemporáneos de todos los campos y procedencias, y ha promovido también, por medio de colecciones específicas, la difusión de los clásicos universales de la literatura y del pensamiento y de los clásicos de la literatura catalana. Publica obras de prácticamente todos los géneros y en todas las modalidades de edición: poesía, teatro, narrativa, ensayo, biografías y memorias; ediciones de bolsillo, libros de texto y ediciones escolares de obras literarias; diccionarios y enciclopedias, grandes obras ilustradas, etc. Su ritmo actual de publicación es de un centenar de títulos nuevos cada año.
Edicions 62 pertenece actualmente al Grup 62, un conglomerado con varios negocios del mundo cultural.

## Las colecciones
Publica algunas de las colecciones más importantes de la edición en catalán:
- El Balancí. Colección de narrativa con más de 550 títulos publicados. Entre los autores encontramos todos los grandes novelistas catalanes contemporáneos (Cabré, Janer, de Pedrolo, Perucho, Porcel, Puig, Riera, Rodoreda, Roig, Sarsanedas, Villalonga o Villatoro) pero sobre todo presenta una reputada selección de autores extranjeros contemporáneos (Auster, Bellow, Böll, Durrell, Faulkner, Greene, Grass, Handke, Highsmith, le Carré, Nabokov, Pavese, Roth, Salinger, Sciascia o Solzhenitsyn).
- La cua de palla. Colección de novela negra fundada por Manuel de Pedrolo editada con un característico color amarillo. En 2006 se retomó después de unos años de crisis (del año 1970 al 1981 también se interrumpieron las ediciones). Contiene una exhaustiva representación de todos los clásicos del género (cómo le Carré, Hammett, Highsmith, de Pedrolo o Simenon). A partir de 1985 la dirección pasó a Xavier Coma, que especializó la colección en autores estadounidenses. La segunda etapa llevaba la etiqueta de Selecciones de la cola de paja y la etapa comenzada en 2006 la de Nueva cola de paja.
- El Cangur (Colección universal de bolsillo). Esta colección fue creada al poco de la fundación del grupo y ha publicado, a lo largo de más de cuarenta años, las grandes novelas contemporáneas (catalanas o no). El primer volumen fue el de las Narraciones de Salvador Espriu y desde entonces ha publicado muchos de los grandes nombres de la narrativa contemporánea extranjera: Böll, Fromm, Gorki, Pavese, Saroyan, Simenon o Solzhenitsyn. Prácticamente todos los clásicos catalanes contemporáneos están representados: Espriu, Carpintero, Pedrolo, Porcel, Rodoreda, Roig, Ruyra o Villalonga.
- Textos filosóficos. Actualmente se encuentra interrumpida, si bien es la colección de filosofía más importante en catalán. Los directores fueron Josep M. Calsamiglia, Pere Lluís y Josep Ramoneda. Según los directores de la colección, esta "pretende ofrecer, por primera vez: una auténtica biblioteca en catalán de textos básicos de la filosofía de todos los tiempos y de todas las tendencias; en una traducción fiable, con voluntad de contribuir a la normalización del lenguaje filosófico catalán; aunando la edición de obras capitales con la otros de menores pero significativas y, eventualmente, de antologías; pensando no solamente en los especialistas, sino también en un público relativamente amplio, especialmente universitario". Contiene más de cien cincuenta títulos, y prácticamente todos los autores clásicos de la filosofía de todos los tiempos: Platón, Aristóteles, Santo Agustí, Descartas, Pascal, Spinoza, Kant o Nietzsche entre muchos otros. La colección estaba patrocinada por la Fundación Jaume Bofill.
- Colección a l´abast. Actualmente interrumpida, se inició al crearse la editorial y editó sobre todo obras de ensayo. Fue dirigida por Max Cahner. Publicó algunos de los ensayos más influyentes de la Cataluña de los sesenta y setenta, como Nosotros, los valencianos de Joan Fuster (primer libro del sello) y Los otros catalanes de Francesc Candel; así como ensayos que han logrado el nivel de clásicos como Las dos culturas y la revolución científica de C. P. Snow.
- Clásicos del pensamiento moderno. Colección de ensayo dirigida por J. M. Castellet, Salvador Giner y J. F. Yvars, que se editó durante los años ochenta y noventa por iniciativa conjuntos de Ediciones 62 y de la Diputación de Barcelona. Presentó textos de filosofía, ciencia, historia, derecho y sociología. Contiene algunos de los grandes clásicos del ensayo moderno: Beccaria, Darwin, Freud, Marx, Montesquiu, Kelsen, Popper o Schumpeter.
- Cara i creu. Colección editada a finales de los ochenta y principios de los noventa dedicada sobre todo a la literatura catalana contemporánea: Bartra, Benguerel, Brossa, Calders, Carner, Comadira, Ferrater, Carpintero, Gimferrer, Margarit, de Pedrolo, Perucho, Porcel, Puig, Roig o Sagarra. Contiene también obras clásicas del teatro (Brecht, Esquilo o Maiakovski).
- Historia del arte catalán. Publicada desde el 1983, fue una apuesta por una nueva generación de historiadores del arte (Francesc Miralles, Francesc Fontbona de Vallescar, Joan-Ramon Triadó, Joaquim Chaparral, Antoni José y Pitarch y Núria de Dalmases, a los cuales habría que añadir dos colaboradores destacados: Marià Carbonell y Rosa Maria Subirana y Rebull), tres de los cuales un cuarto de siglo después son miembros del IEC. Aconteció la gran síntesis detallada de esta materia y todavía hoy, después de varias reimpresiones, es la principal obra de referencia.
- Las mejores obras de la literatura catalana.
- Las mejores obras de la literatura universal.
- Las mejores obras de la literatura universal / Siglo XX.